# Burg Utschberg
Die Burg Utschberg war eine mutmaßlich mittelalterliche Befestigungsanlage in Sulzbach an der Murr im baden-württembergischen Rems-Murr-Kreis. Über die Geschichte der Befestigung, von der sich nur spärliche Überreste erhalten haben, ist nichts mehr bekannt.

## Lage
Nach dem Sulzbacher Heimatforscher Mathias Klink befand sich die Burganlage an einem Abhang des Utschbergs, einem 429 m hohen südlichen Ausläufer der Löwensteiner Berge. Begrenzt wird der Berg durch das Tal des Haselbachs im Osten, das der Murr im Süden und das des Gronbach-Tälchen im Westen.

## Geschichte
Nach einer Sage soll auf dem Utschberg die Burg der Herren von Utschberg gestanden sein. Allerdings finden sich über die Burg keinerlei archivalische Überlieferungen, insbesondere ist über ein angebliches Geschlecht der Herren von Utschberg nichts bekannt. Im Mittelalter gehörte Sulzbach an der Murr zum Herrschaftsgebiet der Grafschaft Löwenstein. 1464 fiel die Grafschaft Löwenstein an die Kurpfalz. 1488 belehnte Kurfürst Philipp der Aufrichtige seinen Vetter Ludwig mit der Grafschaft. Im Zuge des Landshuter Erbfolgekriegs 1504 wurde die Grafschaft (und damit auch das Dorf Sulzbach) von Württemberg besetzt und musste 1510 endgültig die württembergische Oberhoheit anerkennen. Die Burgen Utschberg und Roßstall dürften ihre Bedeutung verloren und zu Beginn des 16. Jahrhunderts nicht mehr existiert haben. An ihrer Stelle hat das Schloss Lautereck immer mehr Bedeutung erlangt. Noch zu Beginn des 20. Jahrhunderts sollen auf dem Utschberg Mauerreste und Gräben sichtbar gewesen sein. Auch sollen Gärten, gepflasterte Wege und landwirtschaftlich genutzte Grundstücke vorhanden gewesen sein. Später wurde das Gelände aufgeforstet. Kleine Mauerreste und Steinriegel waren in den 1990er Jahren noch sichtbar. Auch heute sind noch geringe Überreste der Burg zu finden.

## Der Utschberg als Teil einer Signallinie?
Nach Gerhard Fritz und Rolf Schweizer könnte es sich bei der Burg Utschberg um einen bescheidenen Wartturm gehandelt haben, welche mit der benachbarten Burg Roßstall und der Wehrkirche St. Ulrich in Sichtkontakt stand. Auch soll eine Sichtverbindung nach der Burg Wolkenstein in Murrhardt bestanden haben. Gerhard Fritz deutet diese Sichtverbindungen als Beobachtungs- und Meldesystem. Er erwägt eine Entstehung in den Ungarnstürmen oder später in der Stauferzeit. 

Bilder
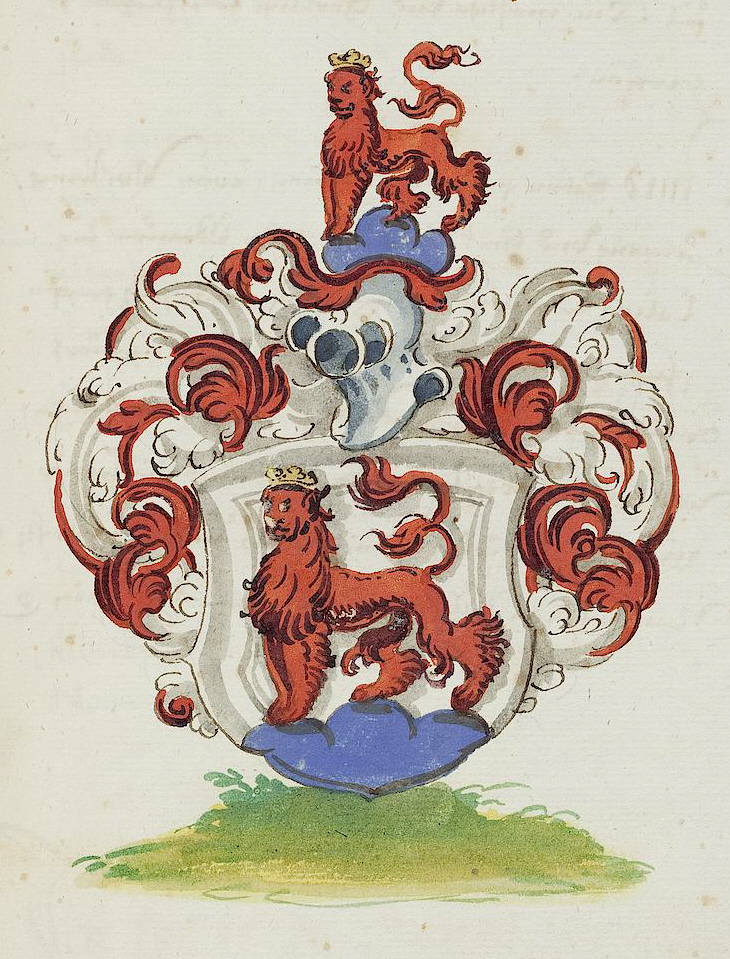
Wappen der Grafen von Löwenstein
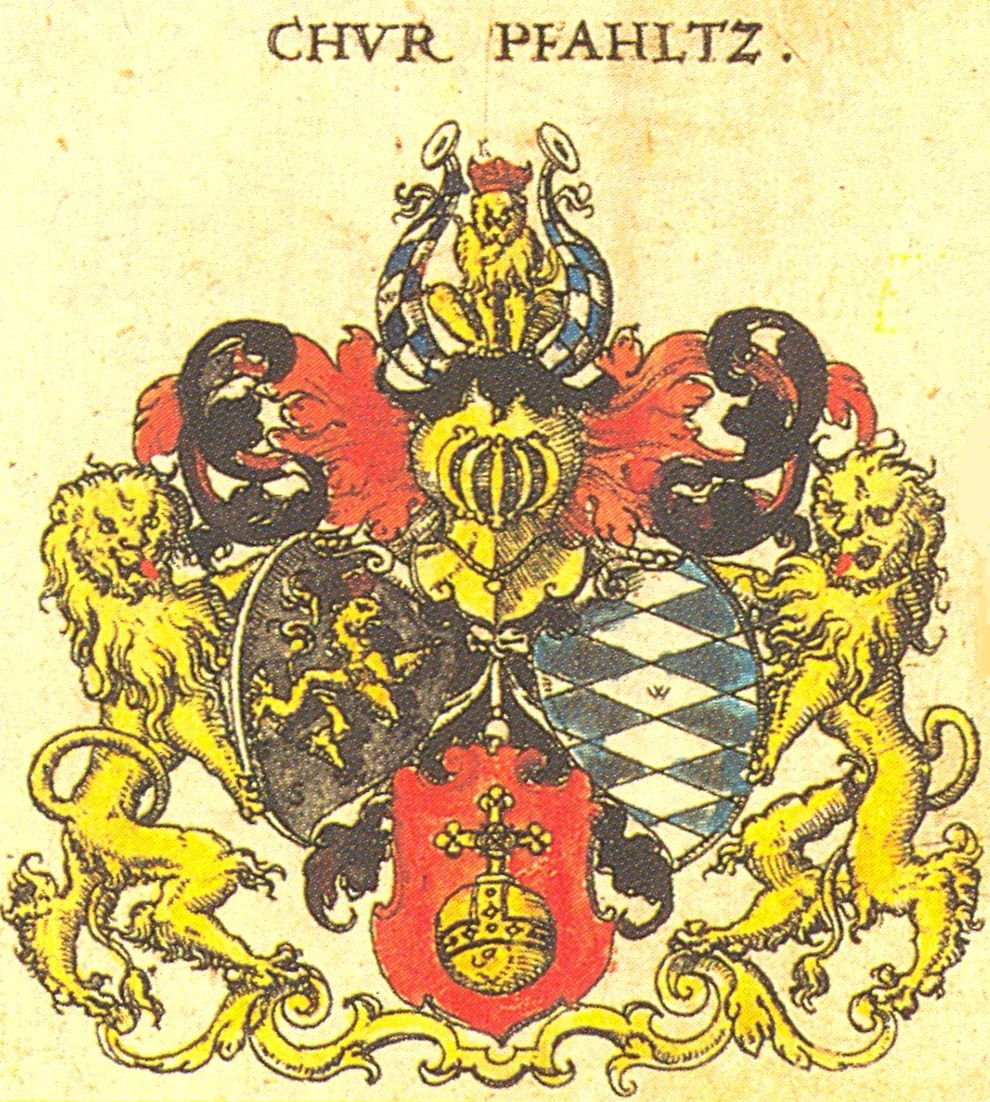
Kurpfalz